# Фране Нонкович
Фране Нонкович (25 квітня 1935) — югославський ватерполіст.
Учасник Олімпійських Ігор 1964 року.
Срібний призер Олімпійських ігор 1964 року.
Срібний призер Чемпіонату Європи з водного поло 1962 року.
Срібний призер Середземноморських ігор 1963 року.